# Heinrich Scheidemann
Heinrich Scheidemann (1595 – 1663) foi um organista alemão e compositor do período da Renascença. Ele foi mais conhecido como compositor de órgão em meados do século 17 e foi um importante precursor de Dieterich Buxtehude e Johann Sebastian Bach.

## Alguns trabalhos
Peças para orgão
- Magnificat I. Toni (4 Verse)
- Magnificat II. Toni (4 Verse)
- Magnificat III. Toni (4 Verse)
- Magnificat IV. Toni (4 Verse)
- Magnificat V. Toni (4 Verse)
- Magnificat VI. Toni (4 Verse)
- Magnificat VII. Toni (4 Verse)
- Magnificat VIII. Toni (4 Verse)
- Magnificat VIII. Toni (1 Vers)
- Praeambulum in C
- Praeambulum in G-Dur
- Praeambulum in d-Moll
- Fuge in d-Moll
- Verbum caro factum est
- Dixit Maria ad Angelum
- Benedicam Dominum in omni tempore
- Surrexit pastor bonus
- Te Deum laudamus
- Canzon in G